# Мотичин
Мотичин (пол. Motyczyn) — село в Польщі, у гміні Проховиці Легницького повіту Нижньосілезького воєводства.
Населення — 112 осіб (2011).
У 1975-1998 роках село належало до Легницького воєводства.

## Демографія
Демографічна структура станом на 31 березня 2011 року:
|          | Загалом | Допрацездатний вік | Працездатний вік | Постпрацездатний вік |
| -------- | ------- | ------------------ | ---------------- | -------------------- |
| Чоловіки | 52      | 9                  | 40               | 3                    |
| Жінки    | 60      | 17                 | 32               | 11                   |
| Разом    | 112     | 26                 | 72               | 14                   |